# Anamneza (liturgia)
Anamneza (gr. anamnesis; hebr. lezikkarôn „pamiątka, wspomnienie”) – modlitewne, liturgiczne wspomnienie wydarzeń uznawanych za interwencje Boże w historię świata. Charakterystyczny i podstawowy element liturgii i modlitwy  w judaizmie i w chrześcijaństwie.

## W duchowości Izraela
Według Raniero Cantalamessy, wezwanie „zikkaron, Pamiętaj!” leży w sercu religijności judaistycznej. Akty pamięci o cudownych dziełach Bożych (por. Ps 111 /110/,4) nasiliły się w okresie Judaizmu przed początkiem naszej ery. Były inspirowane gorliwością proroków, którzy wobec niedoli Izraela wzywali do zachowania pamięci o wielkich doświadczeniach Bożego działania z przeszłości. Dni świąteczne, które otwierały cztery pory roku nazywano „Dniami przypomnienia” lub Neomeniami. W Biblii hebrajskiej pamiętanie o kimś – to nie tylko myślenie, przywoływanie na myśl ludzi, wydarzeń z przeszłości czy obietnic danych przy zawieraniu przymierza. To także działanie w określony sposób – pamiętanie i działanie są nierozerwalnie połączone. Kiedy Bóg „pamięta” Noego, Abrahama i Rachelę jednocześnie udziela im błogosławieństwa (por. Księga Rodzaju 8,1; 9,16;19,29;30,32). Słowa o rdzeniu zkr występują w Biblii hebrajskiej 230 razy.
Znaczenie  „pamiątki” (zikaron) w liturgii późnego judaizmu ukazuje m.in. tekst świątecznego błogosławieństwa (hebr. berākāh) przy trzecim kielichu – kielichu błogosławieństwa uczty świątecznej – z dzieła Seder Amram Gaon. Słowo pamiątka, wspomnienie jest w nim używane wielokrotnie:

Boże nasz i Boże naszych ojców, niech wspomnienie o nas i o naszych ojcach, wspomnienie o Jeruzalem, Twoim mieście, wspomnienie o Mesjaszu, synu Dawida, Twojego sługi, i wspomnienie o Twoim ludzie, o całym domu Izraela powstanie i przyjdzie, niech przybędzie, niech stanie się widzialne, przyjęte, usłyszane, przypomniane i zaznaczone przed Tobą, dla wyzwolenia, dla dobra, łaski, współczucia i miłosierdzia w tym dniu ... /tu wypowiada się nazwę święta/. Pamiętaj o nas, Panie, nasz Boże, by wyświadczyć nam dobro z jego powodu. Nawiedź nas ze względu na niego i zbaw nas dla niego, ożywiając nas słowem zbawienia i miłosierdzia. Oszczędź nas, uczyń nam łaskę i okaż nam swoje miłosierdzie, ponieważ jesteś Bogiem i królem łaskawym i miłosiernym. (Traktat Berakoth III, 49 a)

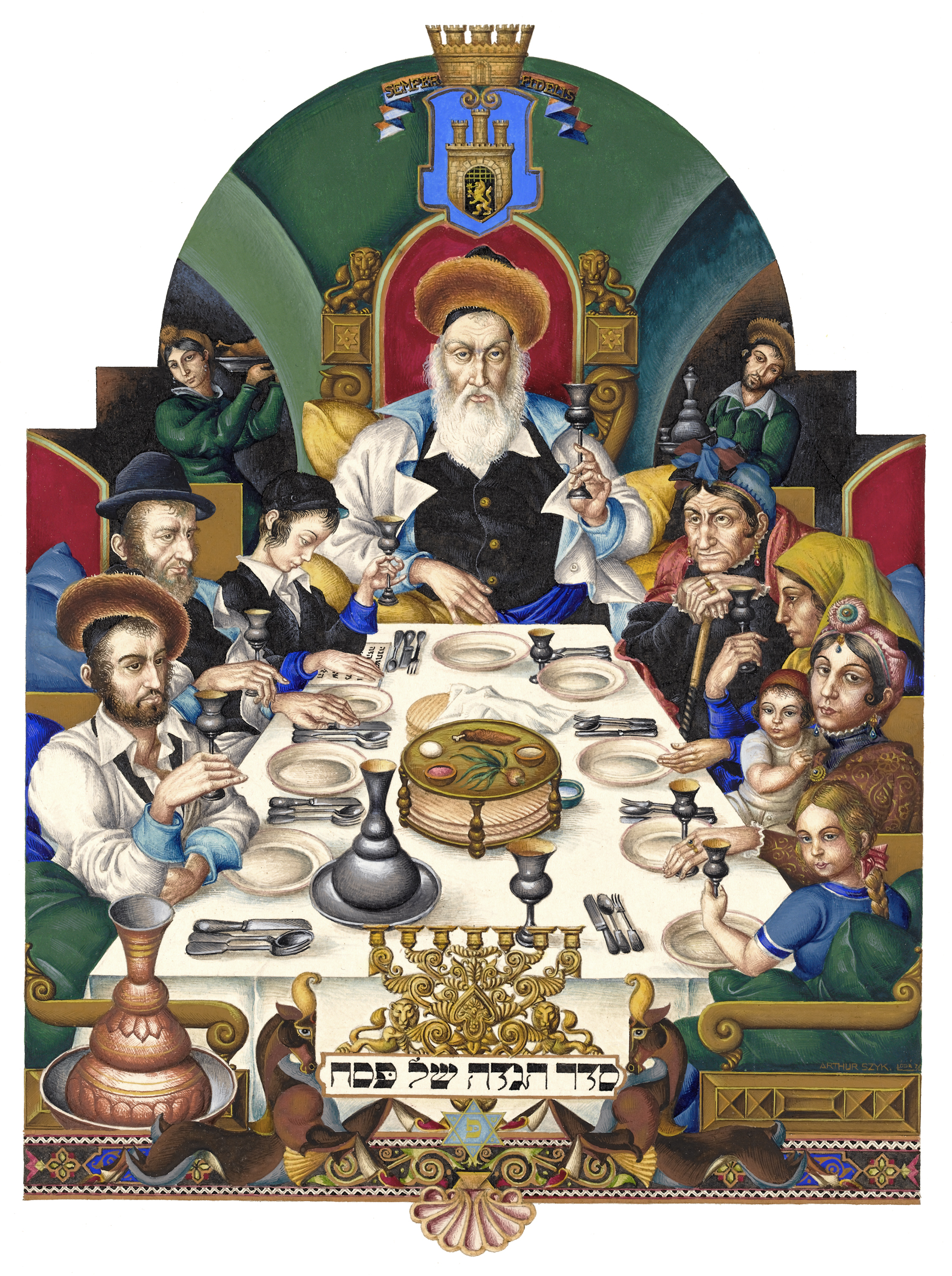
Głowa rodziny wypowiada błogosławieństwo dziękczynne przy kielichu. „Rodzina w czasie sederu”, mal. Artur Szyk (1894-1951), 1935 r. Łódź.

Słowo pamiątka jest tu użyte w znaczeniu świętego znaku, który Bóg dał swemu ludowi, zachowującemu go jako swój największy duchowy skarb. Znak ten, celebrowany w dniu świątecznym, oznacza kontynuację wielkich dzieł Bożych w czasie, w którym się odprawia święto. Pamiątka jako swego rodzaju zadatek zbawczego działania Boga jest nierozdzielnie związana z modlitwami dziękczynnymi (Berachot). Jest wyrazem wiary świętujących Żydów w nieustającą aktualność tego Bożego działania. Wiąże się z przedstawieniem (ofiarowaniem) Bogu Jego własnego daru. Oznacza to, według Louisa Bouyera, bardzo jednoznaczne utożsamienie pamiątki z ofiarą. W judaizmie okresu, gdy powstawało chrześcijaństwo, we wspólnotach mesjańskiej nadziei przewodniczący wygłaszał błogosławieństwo (hebr. beracha, gr. eucharistia) rozumiane jako najczystsza, najdoskonalsza ofiara. Jako takie, błogosławieństwo to przeszło do liturgii wczesnochrześcijańskiej. Gdy następnie chrześcijańska modlitwa eucharystyczna opuściła środowisko semickie i znalazła się w kontekście kultury greckiej, wygłaszający modlitwę pamiątki musieli ideę ofiary wyrazić expressis verbis. Stąd w późniejszych tekstach modlitw eucharystycznych, w części nazywanej anamneza – greckim odpowiedniku słowa pamiątka – znajduje się zawsze nawiązanie do ofiary, aby wyrazić treść żydowskiej „pamiątki” dając proste wyjaśnienie jej najgłębszej treści. 

## W liturgii chrześcijańskiej
Jako modlitewne wspominanie wielkich dzieł Bożych (łac. mirabilia Dei) anamneza jest czymś charakterystycznym dla całej liturgii chrześcijańskiej. Akt pamięci o działaniu Bożym jest rozumiany jako wysławianie Boga. Według Maxa Thuriana, anamneza jest jednoznaczna z dziękczynieniem, z aktem eucharystycznym – tak było już w liturgii żydowskiej. Oprócz tego ogólnego znaczenia, anamneza odnosi się do jednej z głównych części modlitwy eucharystycznej. Jako modlitewne wspominanie Misterium paschalnego znajduje się w każdej Eucharystii. Jest to jeden z jej podstawowych, pierwotnych elementów. Opisuje bowiem celebrowaną tajemnicę, nadając sens i owocność sprawowanemu obrzędowi. Jest swego rodzaju ogniskową całej modlitwy eucharystycznej. W Kanonie rzymskim anamneza brzmi następująco:

Boże Ojcze, my, Twoi słudzy, * oraz lud Twój święty, * wspominając błogosławioną mękę, zmartwychwstanie * oraz chwalebne wniebowstąpienie Twojego Syna, * naszego Pana Jezusa Chrystusa, * składamy Twojemu najwyższemu majestatowi * z otrzymanych od Ciebie darów * Ofiarę czystą, świętą i doskonałą, * Chleb święty życia wiecznego * i Kielich wiekuistego zbawienia.

Anamneza następuje po słowach ustanowienia, nawiązuje bowiem do polecenia Jezusa przekazanego podczas Ostatniej Wieczerzy, aby sprawować ucztę paschalną „na moją pamiątkę” (gr: εις την εμην αναμνησιν, Ewangelia Łukasza 22:19; 1. List do Koryntian 11:24). W oryginalnej wersji łacińskiej Kanonu rzymskiego ten związek jest ukazany poprzez użycie na początku słowa „stąd” łączącego anamnezę ze słowami ustanowienia: „Stąd mając w pamięci... ofiarujemy... żertwę czystą” (Unde memores... offerimus... hostiam puram). Kościół wyraża w anamnezie świadomość, że zostało mu przekazane przez Jezusa zadanie, by wspominać Jego śmierć i zmartwychwstanie.

### Anamneza w różańcu
Anamneza pełni funkcję uobecniania dawnych wydarzeń poprzez ich liturgiczne, modlitewne wspomnienie. Nauczał o tym Jan Paweł II ukazując anamnetyczny charakter modlitwy różańcowej:

Kontemplować z Maryją to przede wszystkim wspominać. Należy jednak rozumieć to słowo w biblijnym znaczeniu pamięci (hebr. zakar), która aktualizuje dzieła dokonane przez Boga w historii zbawienia. Biblia jest opisem zbawczych wydarzeń, które mają swój punkt kulminacyjny w samym Chrystusie. Wydarzenia te nie należą tylko do «wczoraj»; są także «dniem dzisiejszym» zbawienia. Aktualizacja ta urzeczywistnia się w szczególny sposób w liturgii: to, czego Bóg dokonał przed wiekami, nie dotyczy jedynie bezpośrednich świadków tych wydarzeń, ale swym darem łaski dosięga ludzi wszystkich czasów. Dotyczy to w pewien sposób także każdej innej praktyki pobożnej zbliżającej nas do tych wydarzeń: «wspominać je» w postawie wiary i miłości oznacza otwierać się na łaskę, jaką Chrystus uzyskał dla nas przez swe tajemnice życia, śmierci i zmartwychwstania (List Rosarium Virginis Mariae 13).

Pamięć liturgiczna nie odnosi się jedynie do pamięci ludzkiej, uroczystego wspominania. Zgodnie z rozumieniem teologicznym ma ona także stronę boską. Należy dostrzec w akcie anamnezy aktywną „pamięć” samego Boga, dla Niego bowiem ofiara Baranka i jej owoce są od początku, od założenia świata wciąż aktualizowane (por. Księga Apokalipsy 13,8, por. 1. List Piotra 1, 19-20). 
Szczególnym tematem anamnezy jest przymierze ludzkości z Bogiem. Wspomnienie liturgiczne „przypomina” Bogu, Jego „pamięci”, zgromadzenie celebrujące przymierze. Czyni obecnymi  podstawowe wielkie wydarzenia związane z przymierzem. W liturgii Izraela, poprzez celebrację przywołuje się poprzednie przymierze i antycypuje bardziej doskonałe przymierze, które ma nadejść. Synajskie zgromadzenie Izraela jest paradygmatem całej liturgii judeochrześcijańskiej (por. Księga Wyjścia 19-24). Przymierze synajskie było wypełnieniem nie tylko przymierzy z patriarchami, ale także z Noem. Dzięki prorokom liturgiczna celebracja przymierza synajskiego zwracała się coraz bardziej ku nowemu i wiecznemu przymierzu (por. Księga Jeremiasza 31,31). To ostatnie przymierze zostało urzeczywistnione przez Jezusa poprzez ofiarę Nowego Przymierza w Jego krwi, które zainaugurowało czas ostateczny (por. Dzieje Apostolskie 2,17).